# FDJ-SUEZ
El FDJ-SUEZ (código UCI: TFS) es un equipo ciclista femenino de Francia de categoría UCI Women's WorldTeam, máxima categoría femenina del ciclismo en ruta a nivel mundial. Está patrocinado por la empresa pública francesa de loterías y apuestas deportivas La Française des Jeux.

## Material ciclista
El equipo utiliza bicicletas Lapierre.

## Clasificaciones UCI
Las clasificaciones del equipo y de su ciclista más destacado son las siguientes:
| Temporada | Clasificación por equipos | Mejor corredora       | Posición |
| 2016      | 14.º                      | Roxane Fournier       | 26.ª     |
| 2017      | 11.º                      | Shara Gillow          | 25.ª     |
| 2018      | 18.º                      | Roxane Fournier       | 54.ª     |
| 2019      | 21.º                      | Stine Borgli          | 43.ª     |
| 2020      | 10.º                      | Cecilie Uttrup Ludwig | 9.ª      |

## Palmarés
Para años anteriores véase: Palmarés del FDJ-SUEZ.

### Palmarés 2025

#### UCI WorldTour Femenino
| Fechas       | Carreras                             | Ganadora       |
| 1 de febrero | Cadel Evans Great Ocean Road Race    | Ally Wollaston |
| 8 de marzo   | Strade Bianche                       | Demi Vollering |
| 8 de mayo    | 5.ª etapa de la Vuelta a España      | Demi Vollering |
| 10 de mayo   | 7.ª etapa de la Vuelta a España      | Demi Vollering |
| 10 de mayo   | Vuelta a España                      | Demi Vollering |
| 18 de mayo   | 3.ª etapa de la Vuelta al País Vasco | Demi Vollering |
| 18 de mayo   | Vuelta al País Vasco                 | Demi Vollering |
| 8 de junio   | Vuelta a Gran Bretaña                | Ally Wollaston |
| 13 de junio  | 2.ª etapa de la Vuelta a Suiza       | Amber Kraak    |
| 16 de agosto | 2.ª etapa del Tour de Romandía       | Elise Chabbey  |
| 17 de agosto | Tour de Romandía                     | Elise Chabbey  |

#### UCI ProSeries Femenino
| Fechas        | Carreras                                    | Ganadora       |
| 13 de febrero | 1.ª etapa de la Setmana Ciclista Valenciana | Demi Vollering |
| 16 de febrero | Setmana Ciclista Valenciana                 | Demi Vollering |

#### Calendario UCI Femenino
| Fechas        | Carreras                                         | Ganadora       |
| 29 de enero   | Clásica Costa Surf                               | Ally Wollaston |
| 23 de febrero | Clásica de Almería                               | Ally Wollaston |
| 6 de junio    | 1.ª etapa de la Volta a Cataluña                 | Elise Chabbey  |
| 7 de junio    | 2.ª etapa de la Volta a Cataluña                 | Demi Vollering |
| 8 de junio    | 3.ª etapa de la Volta a Cataluña                 | Loes Adegeest  |
| 8 de junio    | Volta a Cataluña                                 | Demi Vollering |
| 13 de junio   | 1.ª etapa del Tour Internacional de los Pirineos | Ally Wollaston |

#### Campeonatos nacionales
| Fechas      | Carreras                                | Ganadora          |
| 26 de junio | Campeonato de Italia Contrarreloj (CRI) | Vittoria Guazzini |
| 28 de junio | Campeonato de Francia en Ruta           | Marie Le Net      |

## Plantillas
Para años anteriores, véase Plantillas del FDJ-SUEZ

### Plantilla 2025
| Integrantes del equipo 2025 | Integrantes del equipo 2025 | Integrantes del equipo 2025      | Integrantes del equipo 2025 |
| Corredor                    | Fecha de nacimiento         | Equipo previo                    |                             |
| --------------------------- | --------------------------- | -------------------------------- | --------------------------- |
| Loes Adegeest               | 7 de agosto de 1996         | IBCT (2022)                      |                             |
| Nina Buysman                | 16 de noviembre de 1997     | Human Powered Health (2023)      |                             |
| Elise Chabbey               | 24 de abril de 1993         | Canyon-SRAM Racing (2024)        |                             |
| Léa Curinier                | 21 de abril de 2001         | Team dsm-firmenich (2023)        |                             |
| Coralie Demay               | 10 de octubre de 1992       | St Michel-Mavic-Auber 93 (2023)  |                             |
| Eugénie Duval               | 3 de mayo de 1993           |                                  |                             |
| Célia Gery                  | 4 de enero de 2006          |                                  |                             |
| Vittoria Guazzini           | 26 de diciembre de 2000     | Valcar-Travel & Service (2021)   |                             |
| Amber Kraak                 | 29 de julio de 1994         | Team Jumbo-Visma (2023)          |                             |
| Juliette Labous             | 4 de noviembre de 1998      | Team dsm-firmenich PostNL (2024) |                             |
| Marie Le Net                | 25 de enero de 2000         | Breizh Ladies (2018)             |                             |
| Lauren Molengraaf           | 5 de octubre de 2005        |                                  |                             |
| Évita Muzic                 | 26 de mayo de 1999          | VC Morteau Montbenoit (2017)     |                             |
| Églantine Rayer             | 12 de junio de 2004         | Team dsm-firmenich PostNL (2024) |                             |
| Alessia Vigilia             | 1 de septiembre de 1999     | Top Girls Fassa Bortolo (2023)   |                             |
| Demi Vollering              | 15 de noviembre de 1996     | SD Worx-Protime (2024)           |                             |
| Jade Wiel                   | 2 de abril de 2000          | VC Morteau Montbenoit (2018)     |                             |
| Ally Wollaston              | 4 de enero de 2001          | AG Insurance-Soudal Team (2024)  |                             |
|                             |                             |                                  |                             |
| Fuente: ProCyclingStats     |                             |                                  |                             |